# Frederickena unduliger
Frederickena unduliger là một loài chim trong họ Thamnophilidae.